# Sturmgeschütz-eenheden van de Waffen-SS
Naast het Heer beschikte ook de Waffen-SS tijdens de Tweede Wereldoorlog over Sturmgeschütz-eenheden.

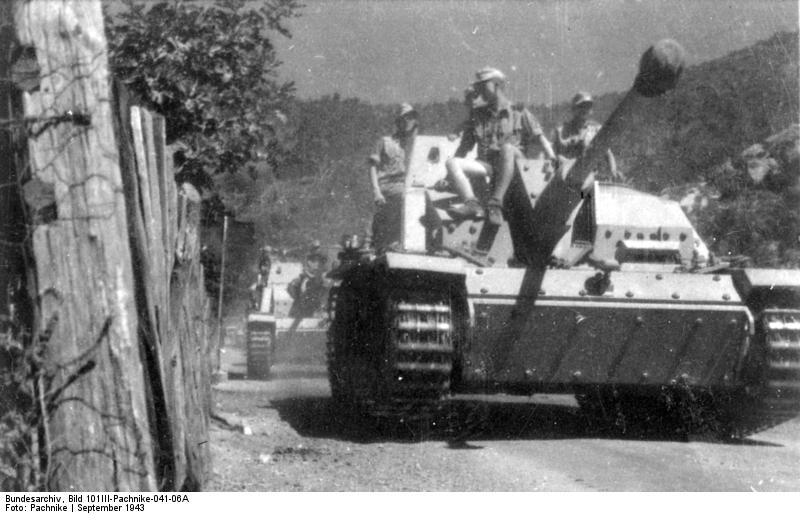
StuG III van de SS in Italië, september 1943

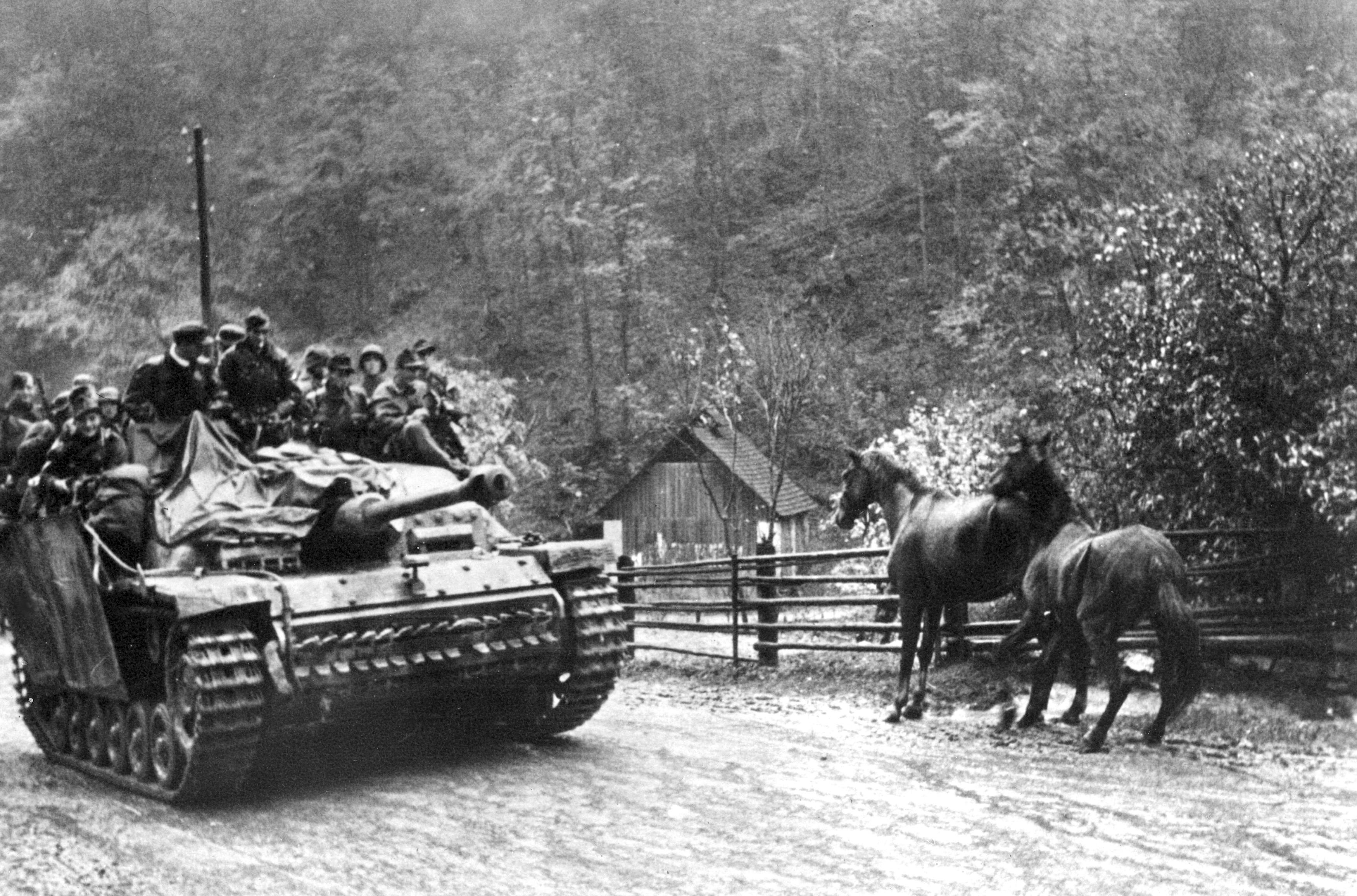
StuG III van de 18. SS-Freiwilligen-Panzergrenadier-Division Horst Wessel, december 1944

Natuurlijk startte het verhaal met de Leibstandarte SS Adolf Hitler. Dit regiment kreeg de vijfde batterij van zes Sturmgeschützen (Sturmgeschütz III). Deze onafhankelijke batterij genaamd SS-Sturmgeschütz-Batterie 1 “LSSAH” kwam echter te laat om nog deel te nemen aan de Westfeldzug. In februari 1941 kreeg ook de SS-Division “Das Reich” zijn eerste batterij, genaamd SS-Sturmgeschütz-Batterie 2 “Das Reich”. Beide batterijen kwamen met hun regiment/divisie in actie in de Balkanveldtocht in april 1941. De batterij voor SS-Division “Totenkopf” werd al in juni 1941 opgericht, maar kwam pas in augustus 1941 bij de divisie. Voor SS-Division “Wiking” werd zijn batterij met zeven Sturmgeschützen opgericht in september 1941. Alle vier deze batterijen kwamen met hun moederformaties in actie aan het oostfront in 1941/42.
In november 1942 werden de drie batterijen van de drie stamdivisies omgedoopt in SS-Sturmgeschütz-Abteilung 1, 2 en 3. De Abteilungen beschikten over drie batterijen met zeven Sturmgeschützen elk. Deze omvorming had te maken met de uitbreiding en omdoping van de respectievelijk moederformaties tot SS-Pantsergrenadierdivisies.
Ook in 1942 kregen de 7. SS-Freiwilligen-Gebirgs-Division Prinz Eugen en SS-Kavallerie-Division elk een zeven-stuks-batterij toegewezen. In 1943 kregen ook de 4. SS-Polizei-Panzergrenadier-Division, 6. SS-Gebirgs-Division Nord en 16. SS-Panzergrenadier-Division Reichsführer SS elk een batterij met 10 Sturmgeschützen. In juli 1943 breidde de laatste divisie dit uit tot een Sturmgeschütz-Abteilung van drie batterijen met 10 Sturmgeschützen elk. De 11. SS-Freiwilligen-Panzergrenadier-Division Nordland kreeg een 14-stuks-batterij in december 1943.
In 1944 kregen vele SS-Pantser- en SS-Pantsergrenadierdivisies ook Sturmgeschützen toegewezen, meestal als deel van hun pantserregiment of Panzer-Abteilung. Dit waren dan met name de 5. SS-Panzer-Division Wiking, 9. SS-Panzer-Division Hohenstaufen, 10. SS-Panzer-Division Frundsberg, 17. SS-Panzergrenadier-Division Götz von Berlichingen en 18. SS-Freiwilligen-Panzergrenadier-Division Horst Wessel. In het geval van de 17e SS-Division bestond diens SS-Panzer-Abteilung 17 volledig uit Sturmgeschützen, net als bij SS-Panzer-Abteilung 18 van de 18e SS-Division. Veel SS-Pantserdivisies kregen Sturmgeschützen i.p.v. reguliere tanks wegens tekorten.
Ten slotte werden nog twee onafhankelijke SS-Abteilungen gevormd aan het eind van de oorlog: SS-Sturmgeschütz-Abteilung 105 op 22 oktober 1943 in Joegoslavië en SS-Jagd-Panzer-Abteilung 561 op 15 februari 1945 aan oostfront, beide waren Korpstruppe van het V SS Bergkorps in hun respectieve perioden.